# Nora Zehetner
Nora Zehetner, född 5 februari 1981 i El Paso, Texas, USA, är en amerikansk skådespelare. Hon har varit med i bland annat Gilmore Girls, Heroes och Grey's Anatomy. I Grey's Anatomy spelade hon rollen som "Reed Adamson". Hon medverkade dock bara i några avsnitt.

## Filmografi
- 2005 – Bröllopsnatten